# Бурцево (Наро-Фоминский район)
Бурцево — деревня в Наро-Фоминском районе Московской области, в составе городского поселения Калининец. 
Население — 98 человек по Всероссийской переписи 2010 года, в деревне числятся три проезда, без названия. До 2006 года Бурцево входило в состав Петровского сельского округа. В деревне — действующая Вознесенская церковь 1733 года постройки. Деревня расположена в северо-восточной части района, примерно в 22 км от Наро-Фоминска, на левом берегу реки Десна, высота центра над уровнем моря 179 м. Ближайшие населённые пункты — Петровское на противоположном берегу реки, Юшково в 0,5 км на северо-запад и Апрелевка в 0,8 км на юго-восток.

## История

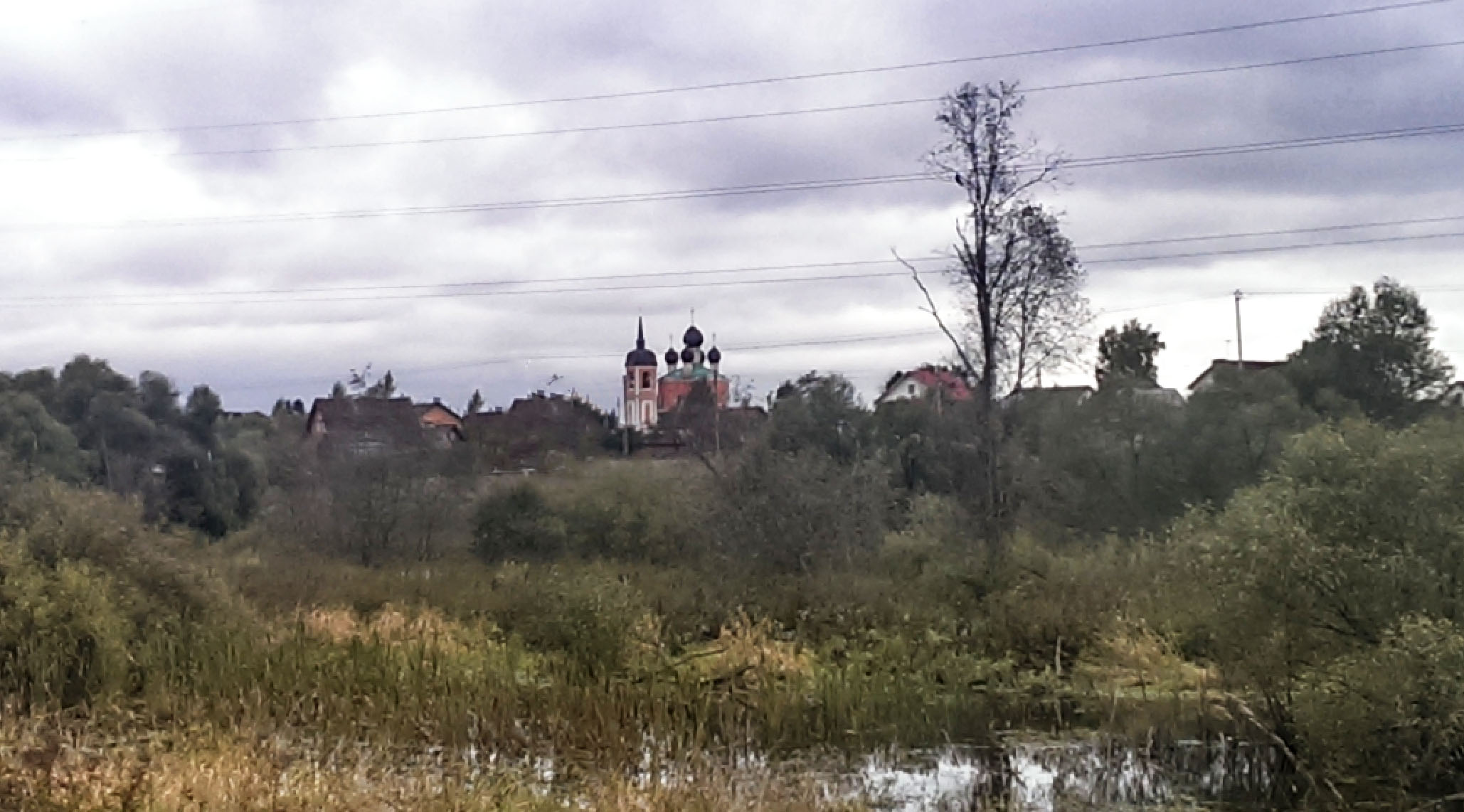
Деревня Бурцево

В середине XVII века Бурцево являлась вотчиной С. О. Аничкова, в первой половине XVIII века — стольника М. С. Аничкова и затем его дочери С. М. Плохово. В середине XIX века усадьбой владел полковник П. Ф. Гурьев, затем князья Вяземские. В 1890—1911 годах — дворянин В. С. Кохманский.
Сохранилась возведённая вместо прежней деревянной Вознесенская (Тихвинская) церковь (1730—1733 годов постройки) с надстроенной в 1788 году колокольней и обустроенными в стороне парковыми прудами. Была выстроена на средства Михаила Степановича Аничкова. Внизу был устроен тёплый Тихвинский придел. Постройка велась по образцу соборной церкви «в Донском монастыре, что в Москве». Колокольня была надстроена в 1788. Храм пострадал во время Отечественной войны 1812 г. Церковь была закрыта в конце 1930-х гг., пришла в аварийное состояние. Вновь открыта в 1999 году, проводятся работы по реконструкции. Храм каменный, двухэтажный. Верхний придел освящен в честь Вознесения Господня, а нижний - в честь Тихвинской иконы Божией Матери.  С января 2000 г. восстановлено богослужение.